# Back to the Klondike
A Back to the Klondike Carl Barks író és rajzoló 1953-ban megjelent képregénye Dagobert bácsi főszereplésével. A szerkesztői cenzúra miatt eredetileg 27, majd jóval később, Barks eredeti munkájához hűen, 32 oldalon kiadott történetet a Dell Comics Four Color című sorozatának 456. számában adták ki először, mely egyike a szereplő legjelentősebb és legismertebb kalandjainak. A Back to the Klondike-ban Dagobert unokaöccseivel, Donalddal, Tikivel, Nikivel és Vikivel visszatér fiatalsága egyik helyszínére, Klondike-ba, ahol megpróbálja felkutatni régen elrejtett és azóta elfeledett aranyát.
A Back to the Klondike jelentős mérföldkő a néhány évvel korábban megalkotott Dagobert jellemének kialakításában. A történet egyben Barks nosztalgikus visszatekintése azokra az időkre, amikor még a hétköznapi embernek is lehetősége volt arra, hogy kalandot éljen át és  sorsát a saját kezébe vehesse. Mindemellett a műre és a főszereplő, Dagobert vegyes érzéseire is hatással volt Barks nem sokkal korábban kimondott válása.
A történet cenzúrázatlanul csak majd harminc évvel elkészülte után, 1981-ben jelent meg, melyben a kivágott részek legtöbbjét az eredeti rajzokkal, az elveszett darabokat pedig a Barks által készített reprodukciókkal sikerült pótolni.

## A történet megszületése

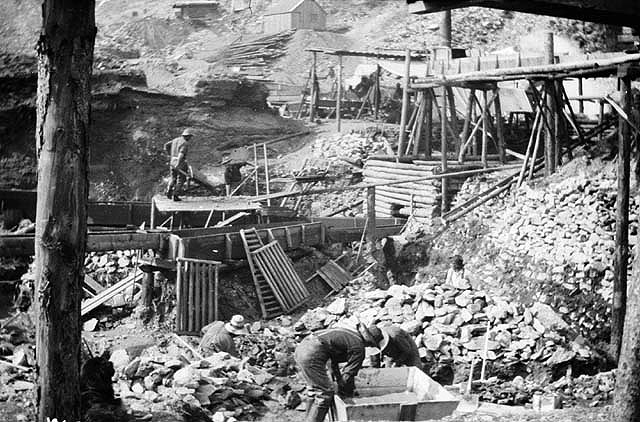
Barks történetében a klondike-i aranyláz nem csak romantikus, hanem árnyoldalát is feleleveníti.

Carl Barks második válása után, 1952-ben írta és rajzolta meg a Back to the Klondike-ot, miközben az Egyesült Államok északnyugati részén motelekben időzött. Egy seattle-i könyvesboltban talált rá Ethel Anderson Becker Klondike ’98 című könyvére, melynek régi fotói adták számára az ötletet a történethez. Barks, nyilatkozata szerint azért is a klondike-i aranyláz helyszínét és időpontját helyezte a történet középpontjába, mivel véleménye szerint ez volt az utolsó hely és idő, ahol a hétköznapi ember is kalandot élhetett át, nem számítva persze azt, ha úgy döntött, hogy háborúba megy. Barks a történetben azonban nem csak az aranyláz romantikus oldalát akarta megjeleníteni, hanem meg akarta mutatni annak árnyoldalát is, a szerencsétlen, elszegényedett embereket, akiknek nem sikerült meggazdagodniuk. A nő Dagobert múltjából, Csillám Aranyka, ennek a szándéknak a részeként jelent meg a történetben. Barks Aranyka ruháját és hajdíszét egy Alice Faye által, az 1940-ben bemutatott Lillian Russell című filmben viselt jelmez alapján mintázta meg.

## A cselekmény
|  | Alább a cselekmény részletei következnek! |

Dagobert McCsip egyre súlyosbodó emlékezetvesztéssel küszködik. Unokaöccse, Donald unszolására és a helyzet tarthatatlansága miatt végül felkeres egy orvost. A felírt gyógyszer hatása nem várat sokat magára, Dagobertet megrohanják az emlékek és egy hirtelen ötlettől megszállva úgy dönt, hogy visszalátogat fiatalsága egyik színhelyére, Klondike-ba. Ahogy Donaldnak és másik három unokaöccsének, Tikinek, Nikinek és Vikinek meséli, ötven évvel azelőtt, a klondike-i aranyláz idején egy halom aranyrögöt rejtett el, amiről azóta meg is feledkezett. Megemlít egy lányt is, Csillám Aranykát, akiről ugyan romantikus nosztalgiával beszél, de aki azóta is tartozik neki ezer dollárral, és természetesen az azóta felgyülemlett kamattal.
Miután megérkeznek Dawson Citybe, Dagobert felkeresi Aranyka egykori mulatóját, és elmeséli unokaöccseinek, hogy úgy ismerkedett meg a lánnyal, hogy az kirabolta őt. Miután Dagobert visszaszerezte ellopott aranyának egy részét, bosszúból elrabolta Aranykát és egy hónapig aranyásóként dolgoztatta maga mellett, hogy az megtanulja, hogy milyen a valódi kemény munka. A történet ismertetése után tovább indulnak Dagobert régi viskója felé, hogy felkutassák az elásott aranyat. Mikor megérkeznek meglepődve tapasztalják, hogy a viskó lakott, és új gazdája mindent megtesz, hogy távol tartsa a kéretlen látogatókat. Tikinek, Nikinek és Vikinek végül egy csellel sikerül lefegyverezniük az idegent, akiről kiderül, hogy maga Csillám Aranyka. Dagobert és Aranyka között találkozásukkor a rivalizálás mellett a vonzalom is megfigyelhető, ennek ellenére Dagobert ragaszkodik hozzá, hogy Aranyka kamatostul fizesse vissza a tartozását. Aranyka odaadja utolsó ékszereit Dagobertnek, majd méltóságát megőrizve elindul a szegényházba. Dagobert úgy határoz, hogy kihívja a nőt egy versenyre. Ha Aranyka tíz perc alatt több aranyat tud kiásni, mint ő, az adósságot semmisnek tekinti. Mivel nincs veszteni valója, Aranyka beleegyezik a versenybe.
A verseny kezdete előtt Dagobert az unokaöccseit arra utasítja, hogy vigyék Aranykát egy bizonyos helyre, hogy a nő ott kezdjen ásni. Tiki, Niki és Viki megharagszanak Dagobertre, amiért ő a terepet ismerve tisztességtelen előnyre próbál szert tenni, de azért megteszik, amit kér. Nem sokkal a verseny kezdete után Aranyka rátalál Dagobert elásott aranyrögeire, és ezzel megnyeri a versenyt. Dagobert dühöngeni kezd, amiért nem vette be az újabb adag gyógyszerét, és emiatt megint rosszul emlékezett az elásott arany helyére. Miután távoznak Donald, lemaradva nagybátyjától, megmutatja Tikinek, Nikinek és Vikinek, hogy Dagobert valójában nem felejtette el bevenni a gyógyszerét, és így valójában jó szándékból mondott le a tartozásról Aranyka javára.
|  | Itt a vége a cselekmény részletezésének! |

## Dagobert és Aranyka ábrázolása a történetben
A Back to the Klondike Carl Barks első olyan története, melyben Dagobert bácsit szeretetteljes szereplőnek ábrázolja és egyben felsejlik romantikus oldala is. Dagobert önző magatartása álcaként jelenik meg, mely alól néhány pillanatra láthatóvá válik valódi személyisége. Ezeket az érzéseket azonban Dagobert nem mutatja ki, az olvasó csupán Donald nyomozása révén szerez tudomást az önzetlenségéről, arról, hogy szándékosan veszítette el a versenyt Aranyka javára. Ezzel a módszerrel Barks megtartotta a szereplőről kialakított különc és fukar személyiség képét, de egyúttal annak egy emberibb oldalát is bemutatta. Bár Dagobert érző oldalának bemutatása a jövőben a szereplő jellemábrázolásának maradandó részévé vált, ebben a történetben ugyanúgy jelen vannak átmeneti, csak a Back to the Klondike cselekményének idejére érvényes vonások, tulajdonságok is. Így például Dagobert rossz emlékezőtehetségének csupán a cselekmény előremozdításában van szerepe, így az, funkcióját elvesztve, a későbbi történetekben már nem jelenik meg.
Az eredeti kiadásból kimaradt, nagyjából négy cenzúrázott oldalnak az volt a szerepe, hogy bemutassa Dagobert ötven éven át tartó ellenséges érzéseit Aranykával szemben, aki először elkábította, majd pedig kirabolta őt. Ezeken az oldalakon Barks a fiatal Dagobertet olyan tettrekésznek és lobbanékonynak mutatja be, melyre korábban nem volt példa. A jelenet, melyben az ifjú Dagobert egy egész teremnyi ellenféllel veszi fel a harcot, azoknak a tipikus westernjeleneteknek a paródiája, melyben a főhős egy bárban kezdetben csak egy-két gonosztevővel keveredik összetűzésbe, de amibe végül a mulató összes vendége is bekapcsolódik. Tom Andrae megítélése szerint ezzel a nagyotmondó stílussal, ahogyan Dagobert feleleveníti emlékeit unokaöccsei előtt, maga is egyfajta népi hőssé emelkedik, mint például Davy Crockett vagy Paul Bunyan. A túlzó jeleneteknek, ahogy Dagobert visszaemlékezik rájuk, egyúttal önigazoló szerepük is van, amelybe tökéletesen beleillik Aranyka megleckéztetése is. Ennek során a mítosz, hogy Dagobert a maga erejéből, kemény és tisztességes munka révén gazdagodott meg, némiképp kétségessé válik. Dagobert ugyanis elrabolta Aranykát, egy hónapig alulfizetett munkásként dolgoztatta, majd pedig beismeri Donaldnak, hogy a birtoka visszakövetelésére jogilag azért nincs lehetősége, mert elmulasztotta utána az adófizetést.
Tom Andrae véleménye szerint a Back to the Klondike Barks „önerőből felemelkedett” hősének „diadaléneke”, amelyre nagy hatással volt nem sokkal korábbi válása is, ami keserű emlékeket hagyott az íróban. Dagobert Aranykához fűződő érzései, mivel az becsapta őt és elvette a vagyonát, valójában Barks felesége, Carla iránti érzéseit szimbolizálták.
Csillám Aranyka Barks azon kevés női szereplői közé tartozik, akik szimpátiát ébresztenek az olvasóban. Dagobert visszaemlékezéseiben fiatalon ugyan a helybéli csalók vezetőjeként jelenik meg, idővel azonban őszinte és jóakaratú idős nővé válik, aki sokban hasonlít Barks egy másik női szereplőjére, Kacsanagymamára. Mindketten talpraesettek és nem riadnak vissza a kemény munkától. Aranyka pénzé tette a mulatóját, hogy árvákat segítsen, ő maga pedig Dagobert birtokára vonult vissza az erdő magányába. Andrae véleménye szerint egymagában testesíti meg az aranyláz árnyoldalát és az évek során az időszak köré szőtt sikermítoszt is.

## Megjelenése és cenzúrázása
A Western Publishing, a Dell Publishing partnercége, 1952. szeptember 18-án vette át a Back to the Klondike történetét, mely megjelenése előtt fennakadt a kiadó cenzúráján. Az öt oldallal megrövidített történet végül 1953 márciusában, a Dell Comics Four Color című sorozatának 456. számában jelent meg. Mivel a Dell a Four Colort összefoglaló névként használta havi több számmal, más-más központi szereplővel megjelenő kiadványai számára, a füzetet általában az Uncle Scrooge 2. számaként is nyilvántartják.
A történet cenzúrázott oldalai Carl Barks legjelentősebb, eredetileg ki nem adott rajzainak számítanak. A vágás, az eredeti megjelenés szerinti számozással, a tizenegyedik oldal utolsó és a tizenkettedik oldal első panelja közötti, a tizenkettedik oldal második és harmadik panelja közötti, valamint a tizenötödik oldal utolsó és a tizenhatodik oldal első panelja közötti részeket távolította el. Az első vágás négy oldalt, a további kettő pedig négy-négy panelt érintett. Ezzel az eredeti kiadványból kimaradt Dagobert visszaemlékezése Aranykával való első találkozására, egy rövid jelenet, melyben Donald ellenőrzi, hogy Dagobert bevette-e az emlékezetét serkentő gyógyszerét, valamint az a rész, melyben Dagobert beismeri, hogy régi birtoka jogilag már nem az övé. A cenzúra így Dagobertet szimpatikusabb, Aranykát viszont negatívabb színben tüntette fel. Az oldalak eltávolítása után a kiadó nem tájékoztatta azonnal Barksot és a kihagyott oldalakat sem juttatták vissza hozzá. Barks nyilatkozata szerint sejtette, hogy a bárjelenet fennakadhat a szerkesztői cenzúrán, de ennek ellenére „a móka kedvéért” szükségesnek érezte, hogy a történet része legyen, valamint az erőszakot is „komikus erőszakként” ábrázolta, melyben senki sem sérül meg. Aranyka elrablása szintén a kiadó tiltott tartalmai között szerepelt. Dagobert az emberrablással, és azzal, hogy egy hónapon keresztül fogva tartotta és napi bérért dolgoztatta Aranykát, ugyan az igazság nevében cselekedett, azonban ez nem volt törvényes. Az egy hónapos együttélés a szereplők közötti szexuális együttlét látszatát is kelthette az olvasóban, és ezt a szerkesztők természetesen szintén el akarták kerülni.
A Back to the Klondike cenzúrázott változata még több alkalommal, bár már a Gold Key Comics kiadásában is megjelent. Először 1966-ban a The Best of Uncle Scrooge and Donald Duck című gyűjteménykötet első számában, majd pedig 1977 júliusában az Uncle Scrooge 142. számában. A történet első cenzúrázatlan változata 1981-ben, a Celestial Arts által kiadott  Uncle Scrooge McDuck: His Life and Time című gyűjteménykötetben jelent meg. A cenzúrázott részeket Barks eredeti, 1952-ben készített rajzaival pótolták, kivéve a tizenkettedik oldal (az új, cenzúrázatlan változatban már a tizenhatodik oldal) négy paneljét, mivel ezek az évek során elvesztek. Ennek a négy panelnek a pótlására Barksot kérték fel, aki emlékeire hagyatkozva elkészítette azokat. Ennek megfelelően a rekonstruált paneleken látható jelenet nem feltétlenül egyezik meg az elveszett eredetivel. A panelek tusrajzát az 1950-es évek stílusát utánozva Daan Jippes holland képregényrajzoló készítette el.

## Hatása és adaptációja
A Back to the Klondike Dagobert McCsip későbbi ábrázolására is nagy hatással volt Barks, valamint az őt követő írók műveiben. Don Rosa, aki az 1950-es évek második felétől vált Dagobert és Donald történeteinek elismert írójává, The Life and Times of Scrooge McDuck című történetsorozata, mely Dagobert múltját mutatta be, nagy részben Barks korábbi történeteire, többek között a Back to the Klondike-ra épült. Rosa Last Sled to Dawson című 1988-as története, melyben Dagobert ismét visszatért Klondike-ba, ugyan nem része a The Life and Times of Scrooge McDuck-összeállításnak, tartalmában viszont beleillik annak történetei közé. Rosa azon a táblán készítette el a rajzokat, melyet egykor Barks is használt, így a Last Sled to Dawson részéről egyfajta tisztelgés volt Barks és annak Back to the Klondike-ja előtt. Dagobert és a Back to the Klondike-ban megalkotott Csillám Aranyka Barks történeteiben többet nem találkozott egymással, és Rosa történeteiben is csak néhány alkalommal volt látható ismét. Rosa 1996-ban úgy nyilatkozott, hogy a cselekmény folytonossága tekintetében Aranyka és Dagobert csak háromszor, kétszer Barks Back to the Klondike, és egyszer az ő Last Sled to Dawson című történetében találkoztak. Ezeken kívül pedig nem áll szándékában olyan történeteket írni, melyben a két szereplő ismét találkozik. Véleménye szerint ezzel tönkretenné a korábbi három találkozásuk jelentőségét; az elsőét, mikor szerelmesek voltak, a másodikét, mikor Dagobert rádöbben, hogy ötven év után még mindig szereti Aranykát, és a harmadikét, melyben Aranyka megtudja, hogy Dagobert meg akarta kérni a kezét, de végül mégsem tette.
A Back to the Klondike története szolgált alapjául az eredetileg 1987 és 1990 között sugárzott Kacsamesék (DuckTales) című animációs sorozat azonos című epizódjának. Barks művei közül többet is felhasználtak a sorozat epizódjaihoz, melyek mind változó mértékben ragaszkodtak és épültek az eredeti történetekre. A  Back to the Klondike esetében Tedd Anasti és Patsy Cameron csupán Barks történetének alapvető cselekményét vették át, miszerint Dagobert visszatér Klondike-ba. Az epizódban Donaldot a sorozat állandó mellékszereplői, Webby és Beakley asszony váltotta fel. Az eredeti történettel ellentétben Dagobert nem szenvedett emlékezetvesztésben, Aranykát pedig nem egy memóriaserkentő orvosság, hanem Webby és Beakley asszony Bálint-napi készülődése juttatja eszébe. Az adaptációban két gonosztevő is feltűnik, Dagobert és Aranyka egymás iránti vonzalma pedig az eredeti történettel ellentétben teljesen nyilvánvaló a sorozat szereplői és a nézők számára is.